# Camposanto
Camposanto (emilián nyelven Campsànt vagy Campsènt) település Olaszországban, Emilia-Romagna régióban, Modena megyében. Lakosainak száma 3296 fő (2023. január 1.). Camposanto Bomporto, Crevalcore, Finale Emilia, Medolla, Ravarino, San Prospero és San Felice sul Panaro községekkel határos.

## Népesség
A település népessége az elmúlt években az alábbi módon változott:

| 2018 | 3 192 |
| 2023 | 3 296 |